# Eleições estaduais em Alagoas em 1982
As eleições estaduais em Alagoas em 1982 ocorreram em 15 de novembro debaixo de regras como voto vinculado, sublegendas e proibição de coligações partidárias a exemplo dos demais estados brasileiros. Neste dia o PDS elegeu o governador Divaldo Suruagy, o vice-governador José Tavares, o senador Guilherme Palmeira e fez as maiores bancadas entre os oito deputados federais e vinte e quatro estaduais que foram eleitos.
O novo governador é formado em Economia pela Universidade Federal de Alagoas e servidor público lotado na prefeitura de Maceió, cidade onde iniciou a carreira política ao eleger-se prefeito pelo PSD em 1965. Natural de São Luís do Quitunde, ocupou a secretaria de Administração da capital alagoana e a secretaria de Fazenda no governo Luís Cavalcanti antes de comandar a prefeitura. Presidente da Associação Alagoana de Municípios e conselheiro da Associação Brasileira de Municípios, ingressou na ARENA e por esta legenda foi eleito deputado estadual em 1970. Quatro anos depois foi escolhido governador de Alagoas pelo presidente Ernesto Geisel, cargo ao qual renunciou a tempo de eleger-se deputado federal em 1978.
Na eleição para senador, graças ao caráter bipartidário do pleito e à falta de sublegendas devido a um prévio acerto nas convenções partidárias, a vitória foi de Guilherme Palmeira, do PDS, partido que conquistou mais de 60% das vagas nas eleições proporcionais.
Em 1982 foram observados o voto vinculado, a sublegenda, a proibição de coligações partidárias e foi também o último pleito onde os eleitores domiciliados no Distrito Federal tiveram seus votos remetidos a Alagoas por meio de urnas especiais. Outra curiosidade é que os alagoanos foram os únicos brasileiros a escolher apenas entre candidatos do PDS e do PMDB.
Com a renúncia de Divaldo Suruagy para disputar um mandato de senador em 1986 o estado passou às mãos de José Tavares que fora vice-governador por duas vezes.

## Resultado da eleição para governador
Segundo o Tribunal Regional Eleitoral houve 464.754 votos nominais (82,39%), 75.807 votos em branco (13,44%) e 23.501 votos nulos (4,17%), resultando no comparecimento de 564.062 eleitores.
| Candidatos a governador do estado | Candidatos a vice-governador    | Número | Coligação            | Votação | Percentual |
| --------------------------------- | ------------------------------- | ------ | -------------------- | ------- | ---------- |
| Divaldo Suruagy PDS               | José Tavares PDS                | 1      | PDS (sem coligação)  | 257.898 | 55,49%     |
| José Costa (Brasil) PMDB          | José Humberto Vilar Torres PMDB | 5      | PMDB (sem coligação) | 206.856 | 44,51%     |
| Fontes:                           |                                 |        |                      |         |            |

## Resultado da eleição para senador
Segundo o Tribunal Regional Eleitoral houve 462.154 votos nominais (81,94%), 76.386 votos em branco (13,54%) e 25.522 votos nulos (4,52%), resultando no comparecimento de 564.062 eleitores.
| Candidatos a senador da República | Candidatos a suplente de senador                 | Número | Coligação            | Votação | Percentual |
| --------------------------------- | ------------------------------------------------ | ------ | -------------------- | ------- | ---------- |
| Guilherme Palmeira PDS            | João Lyra PDS Noé Simplício do Nascimento PDS    | 10     | PDS (sem coligação)  | 259.581 | 56,17%     |
| José Moura Rocha PMDB             | Antônio Lenine Pereira PMDB Antônio Moreira PMDB | 50     | PMDB (sem coligação) | 202.573 | 43,83%     |
| Fontes:                           |                                                  |        |                      |         |            |

## Deputados federais eleitos
São relacionados os candidatos eleitos com informações complementares da Câmara dos Deputados.

Representação eleita
  PDS: 5
  PMDB: 3

| Deputados federais eleitos | Partido | Votação | Percentual | Cidade onde nasceu | Unidade federativa |
| Fernando Collor            | PDS     | 55.124  | 10,46%     | Rio de Janeiro     | Rio de Janeiro     |
| Renan Calheiros            | PMDB    | 50.616  | 9,60%      | Murici             | Alagoas            |
| Nelson Costa               | PDS     | 46.881  | 8,89%      | Piaçabuçu          | Alagoas            |
| José Thomaz Nonô           | PDS     | 45.122  | 8,56%      | Maceió             | Alagoas            |
| Albérico Cordeiro          | PDS     | 35.927  | 6,82%      | Pilar              | Alagoas            |
| Manoel Afonso              | PMDB    | 31.694  | 6,01%      | Maceió             | Alagoas            |
| Geraldo Bulhões            | PDS     | 31.526  | 5,98%      | Santana do Ipanema | Alagoas            |
| Djalma Falcão              | PMDB    | 31.156  | 5,91%      | Araripina          | Pernambuco         |
| Fontes:                    |         |         |            |                    |                    |

## Deputados estaduais eleitos
As vinte e quatro cadeiras da Assembleia Legislativa de Alagoas foram assim distribuídas: quinze para o PDS e nove para o PMDB.

Representação eleita
  PDS: 15
  PMDB: 9

| Deputados estaduais eleitos | Partido | Votação | Percentual | Cidade onde nasceu    | Unidade federativa |
| Mendonça Neto               | PMDB    | 25.692  | 5,52%      | Rio Novo              | Alagoas            |
| José Bernardes Neto         | PDS     | 22.948  | 4,93%      | Atalaia               | Alagoas            |
| Diney Soares Torres         | PMDB    | 18.140  | 3,90%      | São Miguel dos Campos | Alagoas            |
| Manuel Gomes de Barros      | PDS     | 18.106  | 3,89%      | União dos Palmares    | Alagoas            |
| José Bandeira de Medeiros   | PDS     | 15.631  | 3,36%      | Delmiro Gouveia       | Alagoas            |
| Moacir Andrade              | PMDB    | 15.484  | 3,33%      | Penedo                | Alagoas            |
| José Medeiros               | PDS     | 14.890  | 3,20%      | Junqueiro             | Alagoas            |
| Antônio Holanda Costa       | PDS     | 14.692  | 3,16%      | Maceió                | Alagoas            |
| Benedito de Lira            | PDS     | 14.425  | 3,10%      | Junqueiro             | Alagoas            |
| Francisco de Melo           | PMDB    | 14.075  | 3,02%      | Craíbas               | Alagoas            |
| Afrânio Vergetti            | PMDB    | 12.773  | 2,74%      | União dos Palmares    | Alagoas            |
| Miguel Soares Palmeira      | PDS     | 12.690  | 2,73%      | São Miguel dos Campos | Alagoas            |
| Elionaldo Magalhães         | PDS     | 12.532  | 2,69%      | Lajedo                | Pernambuco         |
| José Humberto Vilar Torres  | PDS     | 11.817  | 2,54%      | Água Branca           | Alagoas            |
| Eduardo Bonfim              | PMDB    | 11.777  | 2,53%      | Maceió                | Alagoas            |
| Hélio Nogueira Lopes        | PDS     | 11.456  | 2,46%      | Penedo                | Alagoas            |
| Manoel Pereira Filho        | PDS     | 11.106  | 2,38%      | Arapiraca             | Alagoas            |
| Ismael Pereira              | PMDB    | 10.895  | 2,34%      | Capela                | Sergipe            |
| Selma Bandeira Mendes       | PMDB    | 10.884  | 2,34%      | Delmiro Gouveia       | Alagoas            |
| Ronaldo Lessa               | PMDB    | 10.484  | 2,25%      | Maceió                | Alagoas            |
| Emílio Silva                | PDS     | 10.307  | 2,21%      | Palmeira dos Índios   | Alagoas            |
| José Jota Duarte Marques    | PDS     | 9.579   | 2,06%      | Palmeira dos Índios   | Alagoas            |
| Nenoi Pinto Araújo          | PDS     | 9.278   | 1,99%      | Santana do Ipanema    | Alagoas            |
| Neusvaldo Barbosa Leão      | PDS     | 9.113   | 1,96%      | Major Izidoro         | Alagoas            |
| Fontes:                     |         |         |            |                       |                    |